# Lobelia bambuseti
Lobelia bambuseti är en klockväxtart som beskrevs av Robert Elias Fries och Thore Christian Elias Fries. Lobelia bambuseti ingår i släktet lobelior, och familjen klockväxter. Inga underarter finns listade i Catalogue of Life.